# جوشوا تيتيما
جوشوا تيتيما (بالإنجليزية: Joshua Titima)‏ (مواليد 20 أكتوبر 1992) هو لاعب كرة قدم زامبي يلعب حاليًا كحارس مرمى لصالح نادي باور ديناموز.

## روابط خارجية
- جوشوا تيتيما على موقع قاعدة بيانات كرة القدم.إي يو (الإنجليزية)
- جوشوا تيتيما على موقع ناشيونال فوتبول تيمز (الإنجليزية)
- جوشوا تيتيما على موقع Soccerway.com (الإنجليزية)
- جوشوا تيتيما على موقع كووورة